# Comenius-Programm
Das Comenius-Programm war ein 1995 eingerichtetes Programm der Europäischen Union mit dem Ziel, die Zusammenarbeit von Schulen aller Schulstufen und Schulformen innerhalb der Europäischen Union sowie die Mobilität von Schülern und Lehrern zu fördern. Am Comenius-Programm konnten alle teilnehmen, die am Bildungsprozess von der Vorschule bis zum Ende des Sekundarbereichs II mitwirkten. Es war bis 2005 Teil des EU-Programmes SOKRATES, seit 2005 Teil des EU-Programms für lebenslanges Lernen und wurde ab 2014 in das EU-Programm Erasmus+ eingegliedert. Seit 2021 wird der Bereich der Schulbildung im EU-Programm in Deutschland als Erasmus+ Schule weitergeführt.

## Geschichte und Einzelprogramme
Mit dem Programm für lebenslanges Lernen förderte die Europäische Union von 2007 bis 2013 die europäische Zusammenarbeit im Bildungsbereich. Das Programm deckte mit vier Einzelprogrammen alle Bildungsbereiche und Altersgruppen ab: COMENIUS für Schulbildung, Erasmus für Hochschulbildung, Leonardo da Vinci für Berufsbildung und Grundtvig für Erwachsenenbildung. Diese Programme wurden zusammen mit anderen EU-Bildungsprogrammen von 2014 bis 2020 im Programm Erasmus+ fortgeführt.
Das Nachfolgeprogramm von Erasmus+ trat ab 2021 für sieben Jahre in Kraft. Bei Erasmus+ Schule werden Mobilitäten für Lehrkräfte (Fortbildungen im europäischen Ausland, Hospitationen und eigenes Unterrichten an Partnerschulen) und für Schülerinnen und Schüler (Einzel- wie Gruppenaustausche) sowie Partnerschaften zur Kooperation gefördert. Über Förderanträge entscheidet in Deutschland die Nationale Agentur für Erasmus+ Schulbildung beim Pädagogischen Austauschdienst der Kultusministerkonferenz.

## Namensgebung
Namensgeber ist der Pädagoge Johann Amos Comenius. Comenius fordert 1638 in seinem Werk „Große Didaktik. Die vollständige Kunst, alle Menschen alles zu lehren“ folgendes:

„Alles soll wo immer möglich den Sinnen vorgeführt werden, was sichtbar dem Gesicht, was hörbar dem Gehör, was riechbar dem Geruch, was fühlbar dem Tastsinn. Und wenn etwas durch verschiedene Sinne gleichzeitig aufgenommen werden kann, soll es den verschiedenen zugleich vorgesetzt werden. Und weil die Sinne die treusten Sachverwalter des Gedächtnisses sind, so wird diese Veranschaulichung der Dinge bewirken, daß jeder das, was er weiß, auch behält.“

Diese Ideen und Visionen von Comenius können heutzutage durch aktuelle digitale und multimediale Entwicklungen in die Bildungspraxis überführt werden.